# Metizolam
Metizolam (desmetiltizolam) je tienotriazolodiazepin. On je demetilisani analog blisko srodnog etizolama.

## Pravni status
Nakon njegove prodaje kao dizajnirana droga, metizolam je klasifikovan kao kontrolisana supstanca u Švedskoj 26. januara 2016.